# Colonie de Nouvelle-Galles du Sud
1788–1901
Entités suivantes :
- Australie
- Nouvelle-Galles du Sud

La colonie de Nouvelle-Galles du Sud (en anglais : Colony of New South Wales) est une ancienne colonie britannique qui a existé de 1788 à 1901. À l'origine, la colonie était beaucoup plus étendue que l'actuel État de Nouvelle-Galles du Sud puisqu'elle incluait ce qui allait devenir plus tard les colonies britanniques du Queensland, de Victoria (en), de Tasmanie, d'Australie-Méridionale (en) et de Nouvelle-Zélande.

## Formation

Évolution des États et territoires d'Australie.

Le 18 janvier 1788, la First Fleet dirigée par le capitaine Arthur Phillip a fondé la première colonie britannique de l’histoire de l'Australie en tant que colonie pénale. Ayant pris la mer le 13 mai 1787, le capitaine Arthur Phillip assuma le rôle de gouverneur de la colonie à son arrivée. Le 18 janvier 1788, le premier navire de la première flotte, le HMS Supply, avec Phillip à bord, atteint Botany Bay. Cependant, Phillip a trouvé que Botany Bay ne convenait pas. Après avoir mené l’exploration de Port Jackson, Phillip navigua et atteignit Sydney Cove dans la nuit du 25 janvier 1788. Le matin du 26 janvier, les hommes à bord de ce navire descendirent à terre et commencèrent à défricher la terre pour y camper. Dans l’après-midi de la soirée, ils érigèrent un mât de drapeau, hissèrent l’Union Jack et les officiers à terre portèrent des toasts à la famille royale et au succès de la colonie. Il est probable que certains ou tous les navires de la First Fleet étaient présents pour le lever du drapeau. Le matin du 27 janvier, tous les condamnés, les marins et probablement certains membres d’équipage sont descendus à terre pour établir le camp et trouver de la nourriture. Les femmes condamnées débarquèrent le 6 février 1788. Vers midi le 7 février, le gouverneur rassembla les condamnés, les marins et les autres personnes qui séjournaient pour la lecture de la proclamation de la Nouvelle-Galles du Sud et une longue lecture des droits des condamnés et des autres. Ainsi, la colonie de Nouvelle-Galles du Sud fut officiellement proclamée le 7 février 1788. Avant cela, l’administration navale britannique s’appliquait. La colonie a été confrontée à des difficultés extrêmes dans ses premières années en raison de la pénurie d’eau.

## La séparation de la Terre de Van Diemen
Le major-général Ralph Darling fut nommé gouverneur de la Nouvelle-Galles du Sud en 1825 et, la même année, il visita Hobart Town et, le 3 décembre, proclama l’établissement de la colonie indépendante, dont il fut gouverneur pendant trois jours.

## La séparation de l’Australie-Méridionale
En 1834, le Parlement britannique adopta la loi de 1834 sur l’Australie-Méridionale, qui permit d’établir la colonie d’Australie-Méridionale.

## La séparation de la Nouvelle-Zélande
Le 16 novembre 1840, le gouvernement britannique publie la Charte pour l’érection de la colonie de Nouvelle-Zélande. La Charte stipulait que la colonie de Nouvelle-Zélande serait établie en tant que colonie de la Couronne distincte de la Nouvelle-Galles du Sud le 1er juillet 1841.

## La séparation du Victoria
Le 1er juillet 1851, des décrets furent émis pour l’élection du premier Conseil législatif de Victoria, et l’indépendance absolue du Victoria vis-à-vis de la Nouvelle-Galles du Sud fut établie, proclamant une nouvelle colonie de Victoria.

## La séparation du Queensland
Une réunion publique a eu lieu en 1851 pour examiner le projet de séparation du Queensland de la Nouvelle-Galles du Sud. Le 6 juin 1859, la reine Victoria signa des lettres patentes pour former la colonie distincte du Queensland. Brisbane a été nommée capitale. Le 10 décembre 1859, l’auteur britannique George Bowen lut une proclamation par laquelle le Queensland était officiellement séparé de l’État de Nouvelle-Galles du Sud. En conséquence, Bowen est devenu le premier gouverneur du Queensland. Le 22 mai 1860, les premières élections du Queensland eurent lieu et Robert Herbert, le secrétaire particulier de Bowen, fut nommé premier Premier ministre du Queensland.

## Fédération
La fédération de l'Australie était le processus par lequel les six colonies autonomes britanniques distinctes du Queensland, de la Nouvelle-Galles du Sud, du Victoria, de Tasmanie, d’Australie-Méridionale et d’Australie-Occidentale sont convenues de s’unir et de former le Commonwealth d’Australie, établissant ainsi un système de fédéralisme en Australie. Cela a effectivement changé la Nouvelle-Galles du Sud d’une colonie à un État australien.

## Loi sur l’Australie
Dans la Loi sur l'Australie de 1986, les États d’Australie ont obtenu leur indépendance du Royaume-Uni en tant que constituants de la confédération australienne. La loi fait suite à la découverte que, lorsque l’Australie a ratifié le Statut de Westminster de 1931, seul l’État fédéral est devenu indépendant du Royaume-Uni en raison des craintes de l’État d’une prise de pouvoir par le gouvernement du Commonwealth. La loi de 1986 a mis fin à l’autorité du gouvernement britannique sur les six États unitaires australiens de la confédération, tout comme il avait cessé d’avoir autorité sur le Commonwealth pendant l’entre-deux-guerres. Toutes les lois de l’époque coloniale n’étaient plus soumises aux pouvoirs impériaux de désaveu et de réserve. Les lois de l’État fédéral, c’est-à-dire du Commonwealth d’Australie, restent soumises au pouvoir de désaveu et de réserve du monarque d’Australie, conformément aux articles 59 et 60 de la Constitution australienne. Mais comme le monarque australien ne peut agir que sur l’avis du Premier ministre australien, ces deux dispositions sont effectivement lettre morte.